# 프로그라마 두 조
《프로그라마 두 조》(포르투갈어: Programa do Jô)는 브라질의 텔레비전 토크쇼이다.

## 같이 보기
- 헤지 글로부